# Phalacrognathus muelleri
Phalacrognathus muelleri MacLeay, 1885 là một loài bọ cánh cứng trong họ Lucanidae.

## Các phân loài
- P. m. muelleri Origin: Queensland, Australia
- P. m. fuscomicans Origin: New Guinea

## Hình ảnh

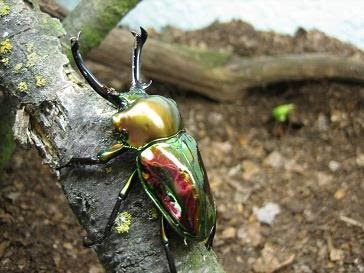
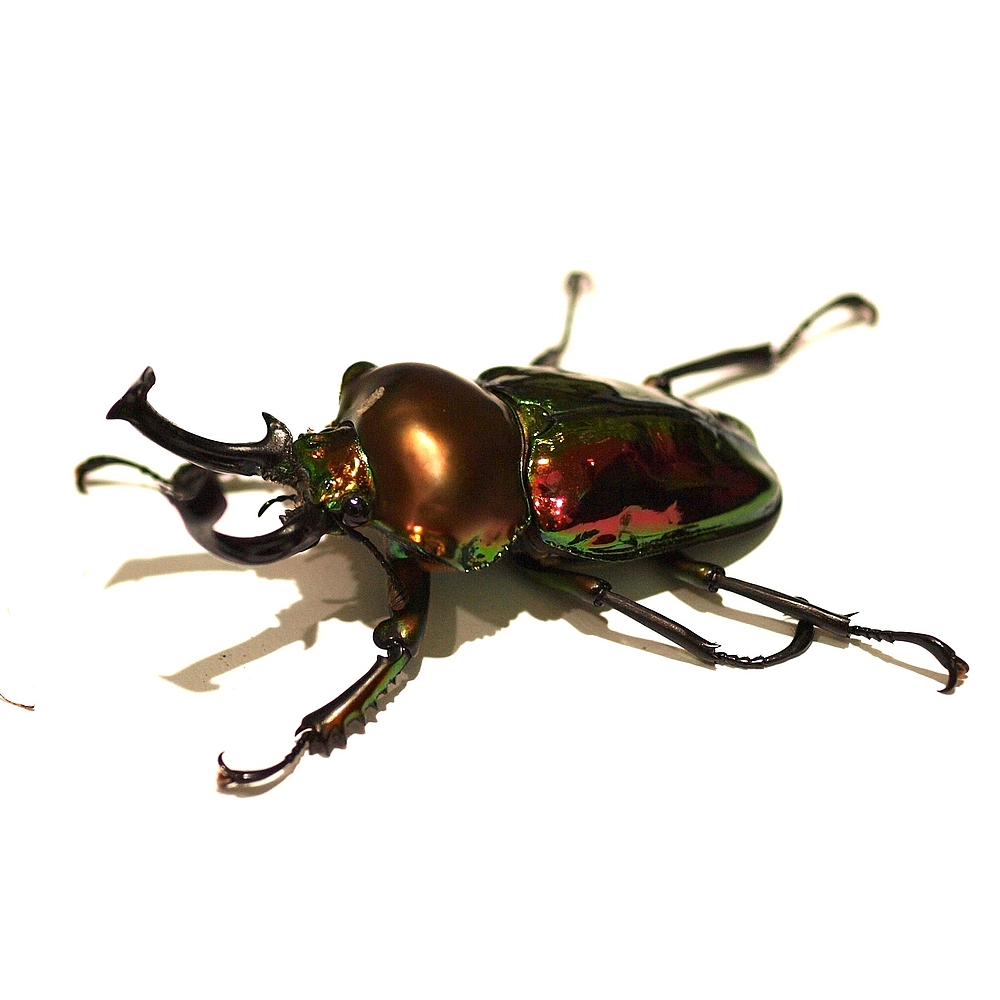
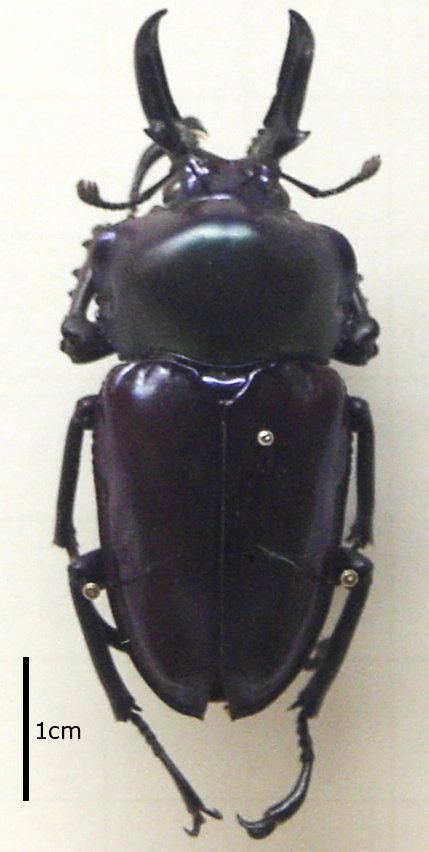
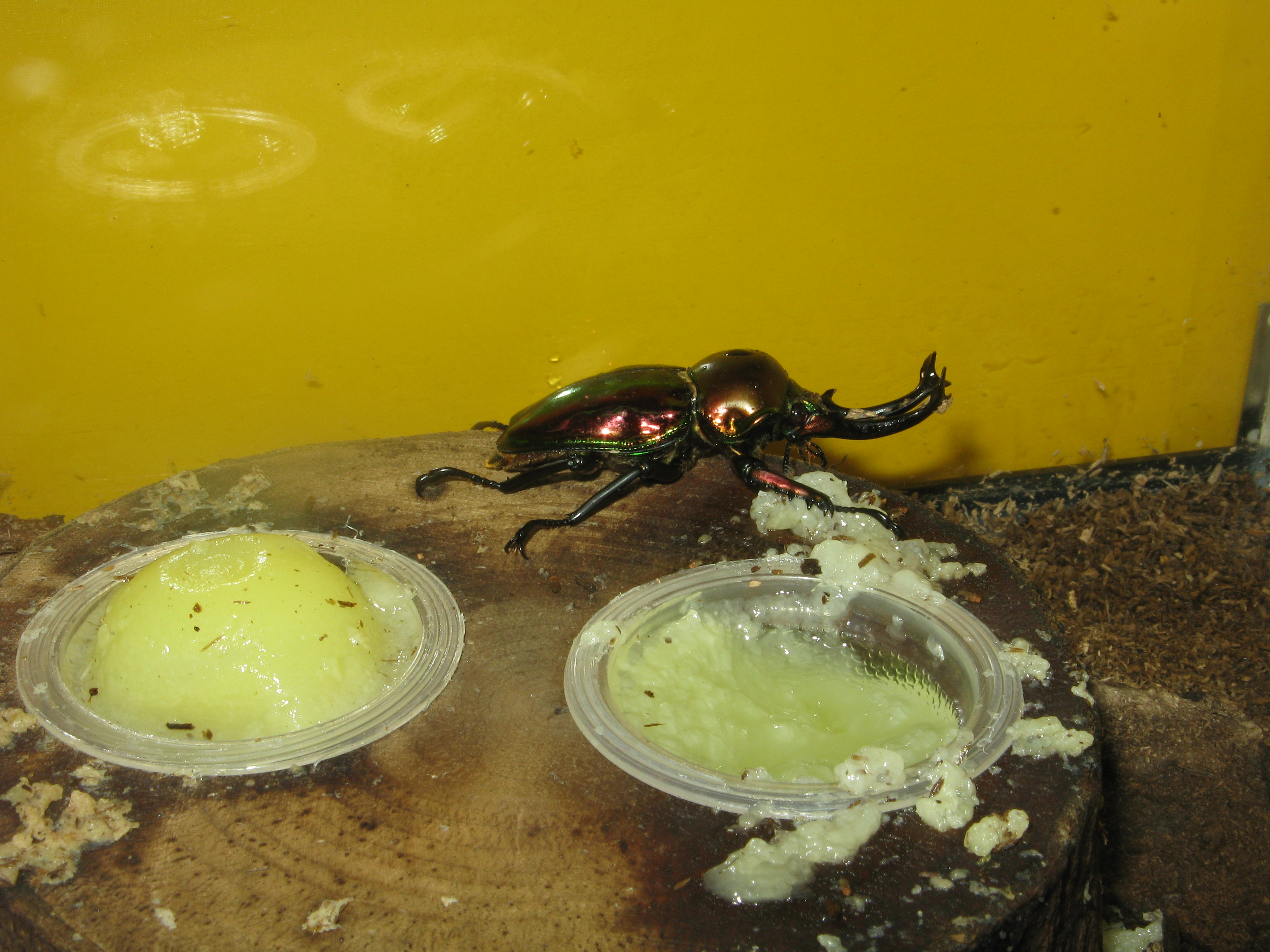